# Beck-Rechtsprechung
Als Beck-Rechtsprechung (Abkürzung: BeckRS; auch Beck’sche Rechtsprechungssammlung, teilweise auch irrtümlich Beck’sche Rechtssammlung oder Beck-Rechtssachen genannt) bezeichnet die C. H. Beck’sche Verlagsbuchhandlung eine Datenbank, die eine Auswahl der elektronisch gespeicherten Gerichtsentscheidungen in Beck-Online umfasst. 

## Inhalt
Neben der bislang eingestellten Rechtsprechung aus den gedruckten Zeitschriften des Verlags sind ab 2003 auch die ungekürzten Originalurteile der Gerichte verfügbar, die nicht in den Fachzeitschriften des Verlags veröffentlicht worden sind. Im Juli 2025 umfasste die Sammlung ca. 1,6 Millionen Gerichtsentscheidungen aus den etwa 3,5 Millionen Entscheidungen, die insgesamt in Beck-Online enthalten sind.
Die Sammlung wird einem Nutzer von Beck-Online jeweils für die Rechtsbereiche (Fachmodule) freigeschaltet, zu denen er ein Abonnement besitzt. Darüber hinaus ist für angemeldete Nutzer der Erwerb von Einzeldokumenten per Einmalzahlung möglich, wenn auf diese nicht bereits Zugriff besteht.

## Zitierweise
Zitiert werden die Entscheidungen mit dem Erscheinungsjahr und einer laufenden Nummer. Die Abkürzung BeckRS wird vorangestellt, zum Beispiel: BeckRS 2015, 19579.  